# Терлемезян Фанос Погосович
Фанос Погосович Терлемезян (3 березня 1865, Ван — 30 квітня 1941, Єреван) — вірменський живописець і графік, народний художник Вірменської РСР. Брав участь у вірменському визвольному русі, багато років провів в еміграції.
Ім'ям художника названо Художнє училище в Єревані.

## Біографія
Народився у 1865 році в передмісті Вана в Західній Вірменії, Османська імперія, в родині землевласника. В дитинстві самостійно займався малюнком, у 1880–1885 роках навчався в студії Мкртича Португаляна. На початку 1890-х років за участь у вірменській визвольній боротьбі був засуджений урядом Туреччини до смертної кари й рятувався втечею до Росії.
У 1895–1897 роках навчався у Рисувальній школі Товариства заохочення мистецтв в Петербурзі у Л. Є. Дмитрієва-Кавказького. Під час літньої поїздки на етюди до Естляндії на прохання турецького уряду був заарештований. Два роки перебував у в'язниці в Ревелі, потім у Тифлісі, згодом був висланий до Персії. Навіть у цих умовах продовжував писати. У 1899 році емігрував до Франції, оселився у Парижі. У 1899–1904 роках навчався в Академії Жульєна під керівництвом французьких академістів Ж.-Ж. Бенжамен-Констана і Ж.-П. Лорана. В цей період знайомився з творами старих майстрів в Луврі, взяв участь у виставці в Осінньому салоні (1901). Також працював у Бретані, періодично приїздив до Росії.
В середині 1900-х повернувся на Кавказ. Жив в Ерівані, працював над розписами Ечміадзинського монастиря у Вагаршапаті, викладав у вірменських училищах Тифліса — Ованівському і Нерсесяновському. У 1908 році знову оселився в Парижі, у 1910 році переїхав до Константинополя. Багато мандрував Європою, Азією, Африкою, у 1910-х роках разом з Комітасом подорожував Вірменією. У 1913 році на Міжнародній художній виставці в Мюнхені за картину «Гавіт Санаїнського монастиря» художнику присудили золоту медаль, що позначило перше справжнє визнання в Європі.
У 1914 році Тарлемезян взяв участь в атнитурецькому повстанні у Вані.
Разом з іншими вірменськими діячами мистецтв, В. Суренянцем, М. Сар'яном, Є. Тадевосяном, Г. Левоняном та іншими, у 1916 році ініціював створення Спілки вірменських художників. У 1919 році провів персональну виставку в Парижі. З 1920 року жив у Сполучених Штатах.
У 1928 році повернувся вже до Радянської Вірменії (на запрошення уряду), оселився в Єревані. Здійснив багато творчих поїздок Вірменією, регулярно брав участь у виставках. У 1935 році отримав звання народного художника Вірменської СРСР. Був членом вірменської філії АХРР.
Помер 30 квітня 1941 року в Єревані.

## Творчість
Фанос Терлемезян вважається одним з найвизначніших представників вірменського реалістичного живопису XIX–XX століть. Серед важливих жанрів його творчості — портрет, натюрморт, жанрові сцени, але переважне місце займають твори пейзажного живопису. Основною темою творчості Терлемезяна була природа. Він говорив: «Необхідно, щоб митець пристрасно любив природу. В такому разі краса природи, пройшовши крізь очі до його душі, пробуджує її, що породжує основний характер його роботи».
Провівши багато років в еміграції — у Франції, Італії, Іспанії, США, — він знайомився з різними новими тенденціями у живописі, проте залишився вірним традиції реалістичного живопису. В той же час, декілька його полотен створені під впливом імпресіонізму. Після повернення до Вірменії у 1928 році, в творчості художника розпочався новий період. Він створив низку визначних полотен, серед яких — серія індустріальних пейзажів.
Твори зберігаються в Державній картинній галереї Вірменії (близько 800), Державній Третьяковській галереї (Москва), в багатьох інших музейних та приватних колекціях.

## Нагороди
- Золота медаль на Міжнародній художній виставці в Мюнхені (1913, за картину «Гавіт Санаїнського монастиря»).
- Орден Трудового Червоного Прапора.

## Галерея

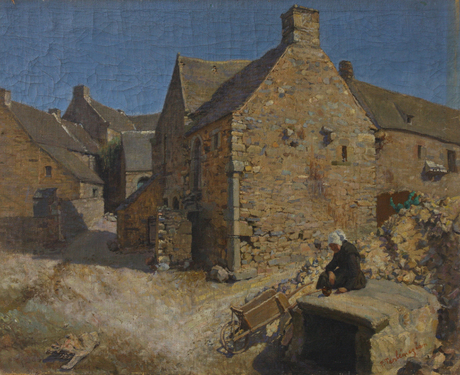
«Жінка біля джерела. Бретань», 1900
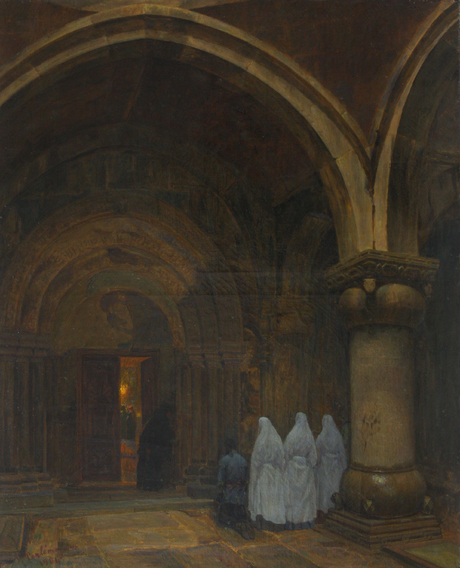
«Гавіт Санаїнського монастиря», 1904
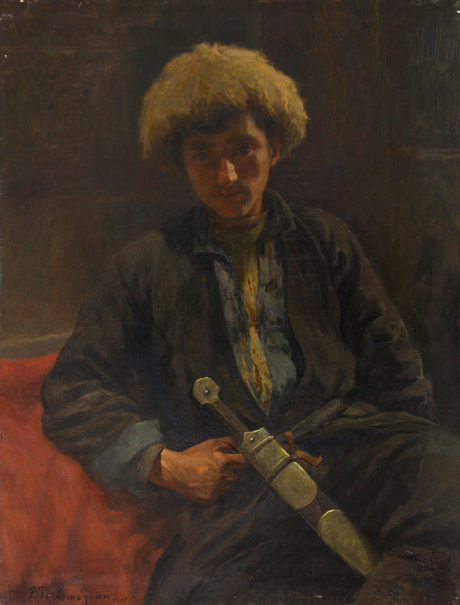
«Лорійський пастух», 1905
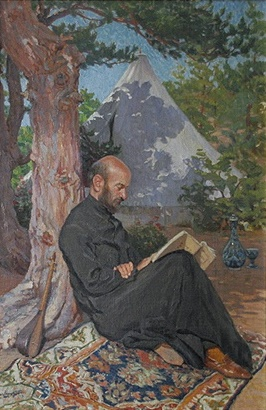
«Портрет Комітаса», 1913